# Saint-Antonin-du-Var
Saint-Antonin-du-Var este o comună în departamentul Var din sud-estul Franței. În 2009 avea o populație de 622 de locuitori.

## Evoluția populației
| An        | 1975 | 1982 | 1990 | 1999 | 2006 | 2009 |
| --------- | ---- | ---- | ---- | ---- | ---- | ---- |
| Populație | 288  | 365  | 405  | 482  | 585  | 622  |